# Stauntonia maculata
Stauntonia maculata är en narrbuskeväxtart som beskrevs av Merrill. Stauntonia maculata ingår i släktet Stauntonia och familjen narrbuskeväxter. Inga underarter finns listade i Catalogue of Life.